# Migas saxatilis
Migas saxatilis är en spindelart som beskrevs av Wilton 1968. Migas saxatilis ingår i släktet Migas och familjen Migidae. Inga underarter finns listade i Catalogue of Life.